# Stevie Ray Vaughan
Stevie Ray Vaughan, ameriški blues kitarist, * 3. oktober 1954, Dallas, Teksas, ZDA, † 27. avgust 1990.

## Življenje

### Mladost
Stevie Ray Vaughan se je rodil v Dallasu, Teksas, v naselju imenovanem Oak Cliff. Njegova starša nista imela posebne glasbene izobrazbe, Stevija in njegovega starejšega brata Jimmyja pa sta redno vozila po koncertih.
Čeprav je sprva želel igrati bobne je pri osmih letih prejel prvo kitaro. Brat ga je naučil osnove igranja inštrumenta. Stevie je večkrat v poznejši karieri citiral svojega brata kot enega nejvečjih vplivov na svoje igranje. Stevie je samouk, saj se je osnov igranj naučil od brata, ostalo se je naučil sam. Pri trinajstih letih je že redno nastopal v klubih kjer je na »jam sessionih« spoznaval svoje največje bluesovske idole. Čez nekaj let se je izpisal iz šole in se preselil v Austin kjer je želel nadaljevati svojo glasbeno kariero.

### Kariera
Steviejeva prva glasbena skupina se je imenovala Paul Ray and the Cobras. Igrali so po klubih in barih v Austinu med 70 leti 20. stoletja. Po razpadu leta 1975 je ustanovil skupino Triple Threat. Leta 1978 je vokalist zapustil skupino in Triple Threat so se preimenovali v Duble Trouble po imenu skladbe izvajalca Otisa Rusha, Vaughan pa je postal glavni pevec.
Novembra leta 1982 so snemali v Jackson Brownes studiu v Los Angelesu. Leta 1983 so posneli prvi album Texas Flood, produciral ga je John Hammond, prodan pa je bil v 500.000 kopijah, kar je skupini prislužilo zlato ploščo.

### Smrt
27. avgusta so Double Truble končali nastop v okviru poletne turneje v Alpine Valley Music Theatre. Zaradi dolge poti nazaj v Chicago, se je Vaughan odločil odleteti nazaj s helikopterjem.
Vaughan je umrl v helikopterski nesreči, ki se je pripetila zaradi pilotove napake kmalu po vzletu.

## Oprema
Njegova glavna kitara, poimenovana »Number One«, je bila Fender Stratocaster. Njen vrat naj bi bil dvakrat ojačan, saj je Stevie uporabljal izredno debele strune s katerimi je dosegel prepoznaven in edinstven zvok. Kitara je bila skozi čas hudo poškodovana, saj je Vaughan na koncertih večkrat stal na njej in jo teptal.
Uporabljal je Fenderjeve ojačevalce Super Reverb, Vibroverb ter Bassman, skupaj z efektom Ibanez Tube Screamer 808.

## Diskografija

### Albumi
1. Texas Flood (1983)
2. Couldn't Stand the Weather (1984)
3. Soul to Soul (1985)
4. Live Alive! (1986)
5. In Step (1989)
6. The Sky Is Crying (1991)
7. In The Beginning (1992)
8. Greatest Hits (1995)

### Kompilacije
1. Greatest Hits (1995)
2. The Essential Stevie Ray Vaughan and Double Trouble (1995)
3. The Real Deal: Greatest Hits Volume 2 (1999)
4. Blues at Sunrise (2000)
5. SRV (2000)

### Botlegi
1. 1980-07-22 Kings Head Bay Inn, Norfolk, Virginija
2. 1988-12-29 The Stone Pony, Asbury Park, New Jersey